# Román József (dudás)
Román József (1781 – ?) a 32. Eszterházy huszárezred verbunkos dudása, kora híres dudajátékosa, Bihari János bandájában is játszott.

## Élete
Román József 1781-ben született, Észak-Magyarországon. Életéről keveset tudni, kizárólag zenei vonatkozású adatok állnak rendelkezésre róla. Ez alapján elmondható, hogy az Eszterházy huszárezred cifraszűrös verbunkos dudásaként kezdte. 1812-1815 években már sokféle eseményen fellépett, Pesten is. Toborzói tisztségében meg is örökítették színezett kőnyomaton, amelyet Bikkessy Heinbucher József készített, és az 1816-ban megjelent A Magyar és Horváth országi Leg nevezetesebb Nemzeti Öltözetek című albumában adtak ki. Később a kor híres dudajátékosa volt, a pesti magyar színházban, valamint főúri bálokban is föllépett. Bihari János bandájában is zenélt egy ideig.
Dudáját a 32. ezred tulajdonosa, maga Eszterházy Miklós „a magyar muzsika fenntartása végett” ébenfából csináltatta, kecskefejjel, drágagyöngy szemekkel díszítve. Szentmártoni Pottyondy Lajos honvéd 1854-ben említette, hogy 1843-ban ő még együtt "szolgált" ezzel a dudával Olaszországban. A szabadságharc után azonban a katonaságnál megszüntették a magyar katonai zenét, töröksípot, dudát, az ezreddobosi botokat.